# Hermann Pernsteiner
Hermann Pernsteiner (Oberwart, 8 de julho de 1990) é um ciclista austríaco. Estreou com a equipa Bahrain Merida Pro Cycling Team em 2018.

## Palmarés
2017
- Tour de Azerbaijão

2018
- Grande Prêmio de Lugano

## Resultados nas Grandes Voltas
| Carreira        | 2016 | 2017 | 2018 | 2019 |
| --------------- | ---- | ---- | ---- | ---- |
| Giro d'Italia   | -    | -    | -    | -    |
| Tour de France  | -    | -    | -    | -    |
| Volta a Espanha | -    | -    | Ab.  | -    |

-: não participa 

Ab.: abandono 

## Equipas
- Amplatz-BMC (06.2016-2017)
- Bahrain Merida Pro Cycling Team (2018-)